# سارا ساکینن
سارا ساکینن (انگلیسی: Sara Säkkinen؛ زادهٔ ۷ آوریل ۱۹۹۸) بازیکن هاکی روی یخ اهل فنلاند است.